# Dialyse (Chemie)

Labordialyse zur Aufreinigung von Makromolekülen

 Die Dialyse (aus dem Griechischen dialysis = Auflösung) ist ein konzentrationsgetriebener Membranprozess (siehe Membran), mit dessen Hilfe man sehr kleine Teilchen (typischerweise Ionen oder kleine Moleküle) aus Lösungen entfernen kann.

## Labordialyse
Die Dialyse ist eine Arbeitsmethode im chemischen Labor. Sie dient dazu, kleine Moleküle und Ionen, wie zum Beispiel Salze oder Zucker, auszutauschen, während große Moleküle, wie zum Beispiel Proteine oder Nukleinsäuren, zurückgehalten werden.

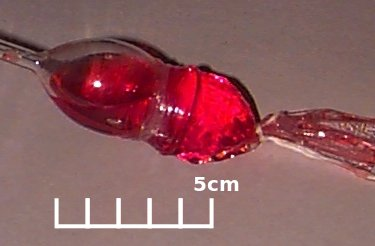
Dialyseschlauch mit Größendarstellung

Bei einer häufig angewendeten Dialysemethode wird ein dünnwandiger Schlauch aus in Wasser gequollenem Celluloseacetat eingesetzt, der entfernt an eine Wursthaut erinnert. Ein Ende eines Schlauchstückes wird verknotet und dann mit einer Lösung befüllt, die beispielsweise Proteine oder Nukleinsäuren enthält. Danach wird auch das andere Schlauchende verknotet, so dass die Lösung eingeschlossen ist. Der Schlauch wird nun in einer sehr viel größeren Menge einer bestimmten Salz- oder Pufferlösung leicht geschwenkt und darin belassen.
Nach einer Nacht hat sich im Inneren des Schlauches näherungsweise dieselbe Salzkonzentration eingestellt, wie sie in der äußeren Salzlösung vorlag, in die der Schlauch zuvor eingebracht wurde. Die Proteine bzw. Nukleinsäuren sind im Schlauch verblieben, da nur Moleküle mit einer molaren Masse unterhalb des Porendurchmessers (dieser kann bei Ultrafiltrationsmembranen je nach Verwendungszweck zwischen ca. 3000 und 50000 Dalton betragen) durch die Wand des Schlauches gelangen können (siehe Osmose). Eine solche Membran nennt man deshalb selektivpermeabel (nur durchlässig für bestimmte Teilchen, in diesem Fall eine bestimmte Größe). Daher konnten die Proteine oder Nukleinsäuren den Schlauch nicht verlassen, die Salzkonzentrationen beider Lösungen konnten sich aufgrund der geringeren Größe der Ionen angleichen. Da das Volumen der Lösung außerhalb des Schlauches erheblich größer war, stellt sich deren Salzkonzentration auch innerhalb des Schlauches ein. Auf diese Weise kann die Konzentration der ursprünglich vorhandenen unerwünschten Salze auf ein vernachlässigbares Maß reduziert werden.

## Elektrodialyse
→ siehe Hauptartikel Elektrodialyse
Nimmt man elektrische Spannungen zur Hilfe, um gezielt elektrisch geladene Spezies abzutrennen, so spricht man von Elektrodialyse. 

Schema des Aufbaus eines Elektrodialyse-Separators

In einem Elektrodialyse-Separator wird der Raum zwischen zwei Elektroden durch einen Stapel aus einander abwechselnden Anionen- und Kationentauschermembranen getrennt. Jedes Paar Ionentauschermembranen bildet eine separate „Zelle“. In technischen Systemen bestehen diese Stapel aus mehr als zweihundert Membranpaaren. Wird eine elektrische Gleichspannung an die Elektroden angelegt, so wandern die Anionen zur Anode. Die Anionen können einfach die positiv geladenen Anionentauschermembranen passieren, aber sie werden jeweils an der nächstgelegenen negativ geladenen Kationentauschermembranen gestoppt.